# ジョシュ・ドナルドソン
ジョシュア・アダム・ドナルドソン（Joshua Adam Donaldson（英語発音: [ˈd͡ʒɑʃuə ˈæɾm̩ ˈdɒnəɫdsn̩]）、1985年12月8日 - ）は、アメリカ合衆国・フロリダ州ペンサコーラ出身の元プロ野球選手（内野手）。右投右打。
愛称は「雨をもたらす男」を意味するブリンガー・オブ・レイン（Bringer of Rain）。

## 経歴

### プロ入り前
高校は地元のペース高等学校に進学したが、チームメイトからやっかみによる嫌がらせを受けたため、息子の才能が潰されると危惧した母によって親友のP.J.ウォルターズがいた80マイル離れたアラバマ州のフェイス・アカデミーに転校する。
高校時代は野球では投手と遊撃手として活躍し、ゲーターレードの選ぶアラバマ州年間最優秀選手に選ばれた。またフットボールとバスケットボールでも活躍し、フットボールでは1シーズンのインターセプト数の高校記録を更新し、所属するカンファレンスのオールスターゲームでMVPを獲った。

### プロ入りとカブス傘下時代
オーバーン大学在学時の2007年にMLBドラフト1巡目追補（全体48位）でシカゴ・カブスから指名され、捕手としてプロ入り。

### アスレチックス時代

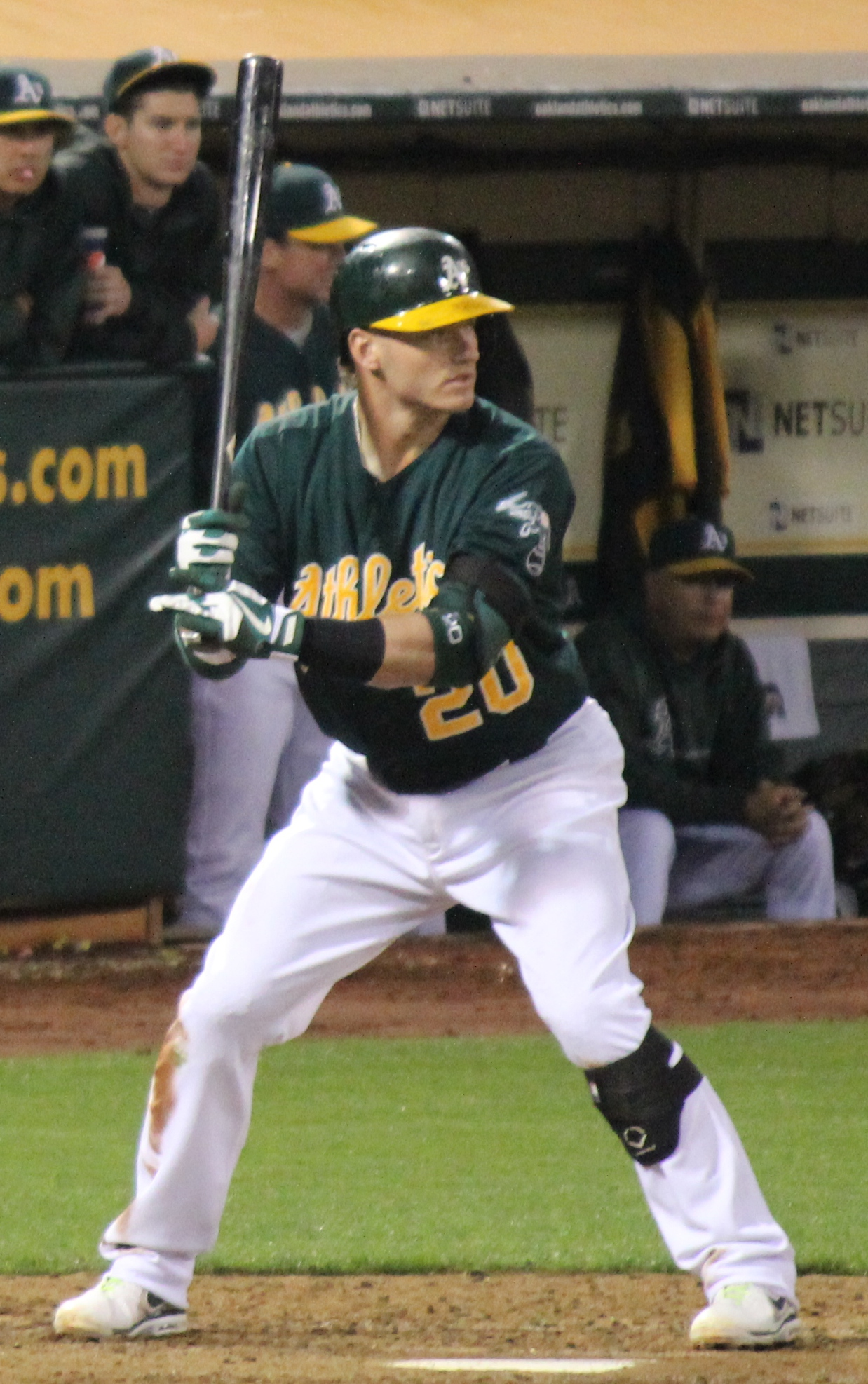
オークランド・アスレチックスでの現役時代
（2013年6月25日）

2008年7月8日にマット・マートン、エリック・パターソン、ショーン・ギャラガーと共にリッチ・ハーデン、チャド・ゴダーンとの4対2のトレードで、オークランド・アスレチックスへ移籍した。
2010年4月30日にカート・スズキの故障者リスト入りに伴ってメジャー初昇格し、その日のトロント・ブルージェイズ戦に代打としてメジャー初出場（結果は三振）。翌日の5月1日の試合でデイナ・イブランドの初球を叩いてメジャー初安打を2点本塁打で飾る。5月中旬にマイナーに戻り、9月の後半にもメジャーで出場し、この年は計14試合に出場。
2012年に2年ぶりのメジャー昇格を果たす。8月以降はブランドン・インジに代わって三塁手のレギュラーとなった。シーズン全体では75試合に出場し、打率こそ.241という低率に留まったが、3試合に1本の割合で長打を放った。後半戦だけで見ると、OPS.845という成績を残し、中軸打者のレベルに達していた。
2013年は不利なカウントでもボール球に手を出さないスタイルを貫いた事で、四球が大幅に増えて出塁率でア・リーグ6位となる.384を記録した。また、2012年には低かった打率も.301まで上昇。37二塁打、24本塁打を放ってリーグ10位の93打点を記録した。この活躍が評価され、シーズンオフのMVP投票では4位にランクインした。
2014年は自身初のオールスターゲームに選出された。最終的に158試合に出場し、打率は.255だったが、30二塁打・20本塁打・90打点のラインを2年連続で突破した。29本塁打はア・リーグ9位、93得点は同8位、98打点は同10位と、主要な打撃部門の幾つかでリーグベストテン入りした。MVP投票でも、2年連続10位以内となる8位に入った。

### ブルージェイズ時代

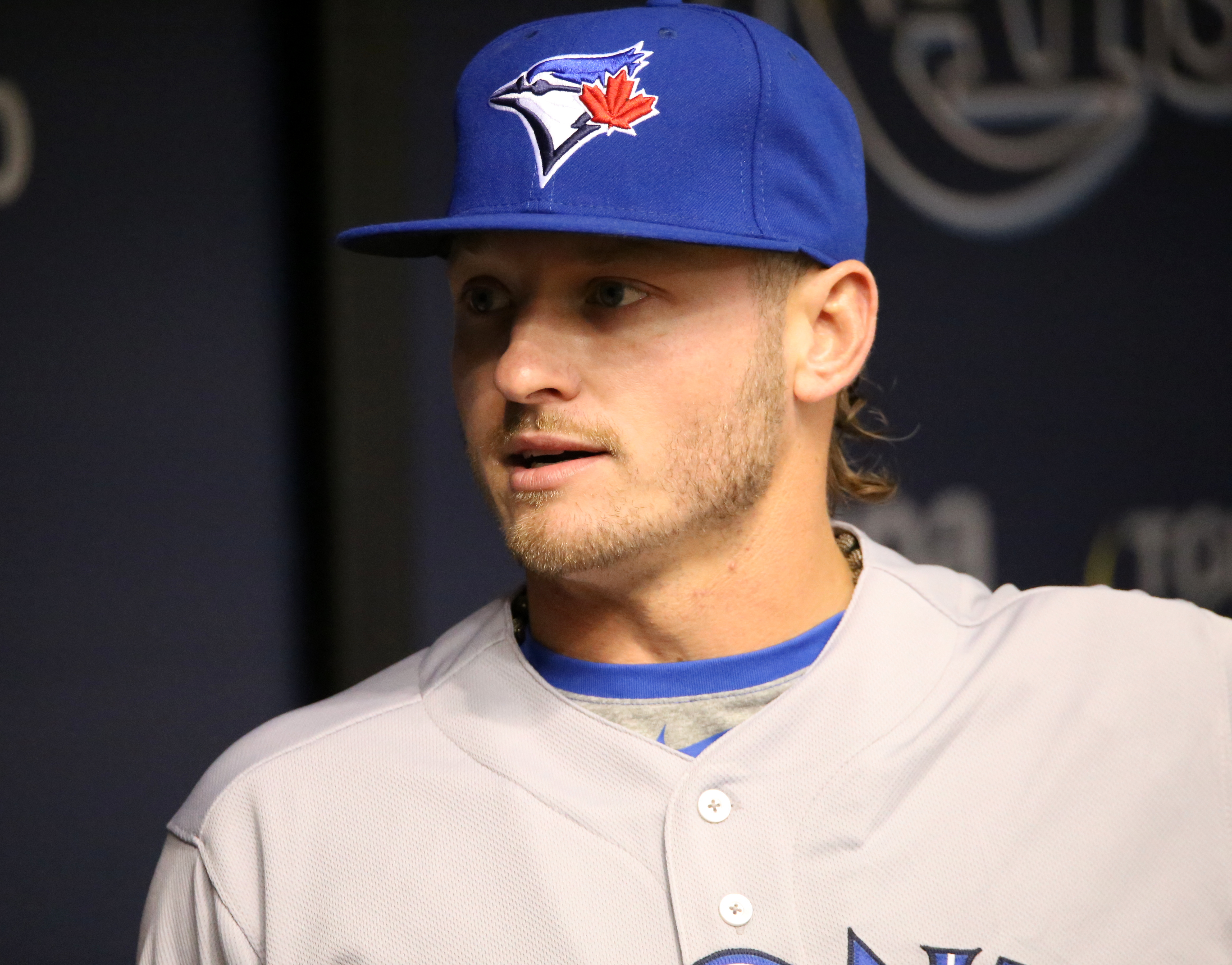
トロント・ブルージェイズでの現役時代
（2016年4月）

2014年11月28日にブレット・ロウリー、ショーン・ノリン、フランクリン・バレト、ケンドール・グレーブマンとの4対1トレードで、ブルージェイズへ移籍した。
2015年は開幕から好調を維持し、前半戦終了時点で89試合に出場して打率.293、21本塁打、60打点という成績を記録した。この活躍ぶりからオールスターゲームのファン投票では、両リーグ最多得票の約1400万票を集めて選出された。球宴明けも好調を維持し、チーム160試合目までは打率3割超を維持。最終的には3年連続で158試合に出場し、打率.297、41本塁打、123打点、OPS.939という成績を記録。自身初の個人タイトルとなる打点王を獲得した他、得点・塁打数・犠飛の各部門でもリーグ1位となり、ホセ・バティスタ、エドウィン・エンカーナシオンの2人とともに35本塁打・110打点トリオを結成した。ポストシーズンでは、テキサス・レンジャーズとのディビジョン・シリーズで、打率こそ.222ながら2本塁打を放ち、4打点を記録した。続くカンザスシティ・ロイヤルズとのチャンピオンシップ・シリーズでも1本塁打を記録したが、打率は.261だった。オフにシルバースラッガー賞（三塁手部門）とア・リーグMVPを受賞した。
2016年5月15日に起きたレンジャーズ戦での乱闘で暴力行為を行ったとして、17日にMLBから罰金処分が科せられた。最終的に155試合に出場し、打率.284、37本塁打、99打点という成績を記録した。
2017年8月20日のカブス戦でキャリアで初めて遊撃手で先発出場した。この年は序盤の右脹脛痛による離脱の影響で113試合の出場に留まり規定打席にも届かなかったが、オールスターゲーム以降にリーグ最多の24本塁打を記録し、3年連続で30本塁打を達成した。
2018年はシーズン開幕直後にデッドアーム症候群が明らかになり、数試合は指名打者で起用された。4月13日に肩の炎症で故障者リスト入りして5月初めに復帰するも、6月1日に今度は左脹脛の張りで再離脱。

### インディアンス時代
2018年8月31日に後日発表選手（10月5日にジュリアン・メリウェザーと発表された）とのトレードで、クリーブランド・インディアンスへ移籍した。傘下のAAA級コロンバス・クリッパーズでのリハビリを経て、9月11日のタンパベイ・レイズ戦で復帰。この年は左脹脛の故障の影響により通年で52試合の出場で打率.246、8本塁打に終わり、連続100試合出場と2桁本塁打が5年連続で途切れた。オフにFAとなった。

### ブレーブス時代
2018年11月26日にアトランタ・ブレーブスと2300万ドルの単年契約を結んだ。
2019年6月10日のピッツバーグ・パイレーツ戦で、1回の打席でパイレーツのジョー・マスグローブより死球を受けたことに激高し、止めに入ったエリアス・ディアスを突き飛ばしたことから両チームから選手が出て乱闘となり、マスグローブと共に退場処分を受けた。11日に1試合の出場停止処分を受けたが、異議を申し立てた。最終的に155試合に出場して打率.259、37本塁打、94打点の成績を残した。守備面ではDRS15がリーグトップを記録。オフの10月31日にFAとなった。カムバック賞を受賞した。

### ツインズ時代
2020年1月22日にミネソタ・ツインズと4年総額9200万ドルの契約を結んだ。オプションとして総額1200万ドルの出来高が含まれ、2024年シーズンの選択権を球団側が所持し、バイアウトの際には800万ドル支払われる。背番号は「24」。シーズンでは右脹脛の負傷によって28試合の出場に留まり、ポストシーズンも欠場した。

### ヤンキース時代

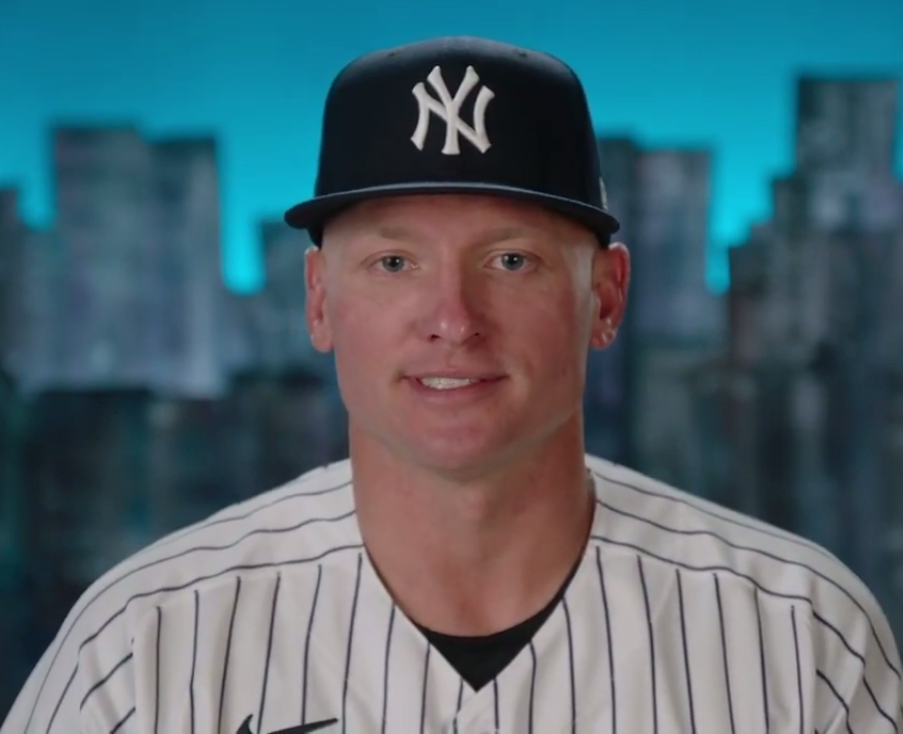
ニューヨーク・ヤンキース時代
(2022年)

2022年3月13日にゲイリー・サンチェス、ジオ・ウルシェラとのトレードで、アイザイア・カイナー＝ファレファ、ベン・ロートベットと共にニューヨーク・ヤンキースへ移籍した。
2023年8月29日に自由契約となった。

### ブルワーズ時代
2023年8月31日にミルウォーキー・ブルワーズとマイナー契約を結んだ。9月11日にメジャー契約を結んでアクティブ・ロースター入りした。オフの11月3日にFAとなった。
2024年3月4日にショーン・ケイシーのポッドキャスト内で現役引退を発表した。

## 選手としての特徴
守備
元々は捕手であり、マイナー（ - 2012年）では捕手としての試合出場（398試合）が最も多い。2011年 - 2012年の2シーズンは、開幕前のロースターでは捕手登録されており、メジャーでも計10試合で捕手守備に就いた。なお、マイナーでの捕手としての通算守備成績は、63失策・守備率.981・盗塁阻止率38%（289許盗塁 - 175盗塁刺）である。
三塁手を守るようになったのは2010年からであり、コンバートの理由の1つにはアスレチックス に三塁の人材が不足していたという事情もあった。守備範囲の広く、ゴロ捌き・フライ捌き・ダブルプレーをゲットするなど安定性がある。捕手出身のため、強肩も持ち合わせているが、送球の正確さを欠いており悪送球が多い。2014年にはフィールディング・バイブル・アワードに選出された。
打撃
打撃フォームの特徴としては、足を高く上げてタイミングを取る事が挙げられる。また、こうしても振り遅れないようにする為、バットを寝かせ気味に構える。ミート力とパワーを兼ね備えており、MLBで打率3割以上を1度・2013年から3年連続で20本塁打以上を記録している。2014年に一気に打撃が開花したが、その理由としてはボール球に手を出さなくなった事と、広角にライナーを放つようになった事が挙げられている。この年から四球と出塁率の水準が大きく上昇したのは、前述のようにボールを見極められるようになったことによる。
左右別では左投手を得意にしており、MLBで規定打席に達したシーズンでは、2013年が対左.335 - 対右.285・2014年が対左.275 - 対右.248・2015年が対左.299 - 対右.296となっている。チャンスにも強く、2013年から3年連続で90打点以上を記録、得点圏打率は2013年が.335・2014年が.299と、各シーズンの通算打率より.030以上も高い。サヨナラの場面でも勝負強さをよく発揮し、2015年にはサヨナラ本塁打を3本・サヨナラ安打を1本放った。

## 人物
5歳の時に父が罪を犯し16年間服役することになったため、母親リサとの母子家庭で育てられた。
学業態度は真面目で家に帰ると真っ先に宿題を終わらせ、成績評価は全てAかBだった。
ヒストリーチャンネルのドラマ、ヴァイキングのファンで、ドラマの第4シーズンにはHoskuld役としてゲスト出演も果たしている。
愛称の"ブリンガー・オブ・レイン"（"Bringer of Rain"（"雨をもたらす男"））は、歴史ドラマスパルタカスの主人公スパルタカスの呼称に因むものである。

## 詳細情報

### 年度別打撃成績
| 年 度     | 球 団     | 試 合 | 打 席 | 打 数 | 得 点 | 安 打 | 二 塁 打 | 三 塁 打 | 本 塁 打 | 塁 打 | 打 点 | 盗 塁 | 盗 塁 死 | 犠 打 | 犠 飛 | 四 球 | 敬 遠 | 死 球 | 三 振 | 併 殺 打 | 打 率 | 出 塁 率 | 長 打 率 | O P S |
| --------- | --------- | ----- | ----- | ----- | ----- | ----- | -------- | -------- | -------- | ----- | ----- | ----- | -------- | ----- | ----- | ----- | ----- | ----- | ----- | -------- | ----- | -------- | -------- | ----- |
| 2010      | OAK       | 14    | 34    | 32    | 1     | 5     | 1        | 0        | 1        | 9     | 4     | 0     | 0        | 0     | 0     | 2     | 0     | 0     | 12    | 0        | .156  | .206     | .281     | .487  |
| 2012      | OAK       | 75    | 294   | 274   | 34    | 66    | 16       | 0        | 9        | 109   | 33    | 4     | 1        | 0     | 1     | 14    | 0     | 5     | 61    | 6        | .241  | .289     | .398     | .687  |
| 2013      | OAK       | 158   | 668   | 579   | 89    | 174   | 37       | 3        | 24       | 289   | 93    | 5     | 2        | 1     | 6     | 76    | 2     | 6     | 110   | 15       | .301  | .384     | .499     | .883  |
| 2014      | OAK       | 158   | 695   | 608   | 93    | 155   | 31       | 2        | 29       | 277   | 98    | 8     | 0        | 0     | 4     | 76    | 5     | 7     | 130   | 16       | .255  | .342     | .456     | .798  |
| 2015      | TOR       | 158   | 711   | 620   | 122   | 184   | 41       | 2        | 41       | 352   | 123   | 6     | 0        | 2     | 10    | 73    | 0     | 6     | 133   | 16       | .297  | .371     | .568     | .939  |
| 2016      | TOR       | 155   | 700   | 577   | 122   | 164   | 32       | 5        | 37       | 317   | 99    | 7     | 1        | 2     | 3     | 109   | 6     | 9     | 119   | 16       | .284  | .404     | .549     | .953  |
| 2017      | TOR       | 113   | 496   | 415   | 65    | 112   | 21       | 0        | 33       | 232   | 78    | 2     | 2        | 0     | 2     | 76    | 1     | 3     | 111   | 5        | .270  | .385     | .559     | .944  |
| 2018      | TOR       | 36    | 159   | 137   | 22    | 32    | 11       | 0        | 5        | 58    | 16    | 2     | 0        | 0     | 1     | 21    | 2     | 0     | 44    | 1        | .234  | .333     | .423     | .757  |
| 2018      | CLE       | 16    | 60    | 50    | 8     | 14    | 3        | 0        | 3        | 26    | 7     | 0     | 0        | 0     | 0     | 10    | 0     | 0     | 10    | 2        | .280  | .400     | .520     | .920  |
| '18計     | CLE       | 52    | 219   | 187   | 30    | 46    | 14       | 0        | 8        | 84    | 23    | 2     | 0        | 0     | 1     | 31    | 2     | 0     | 54    | 3        | .246  | .352     | .449     | .801  |
| 2019      | ATL       | 155   | 659   | 549   | 96    | 142   | 33       | 0        | 37       | 286   | 94    | 4     | 2        | 0     | 2     | 100   | 2     | 8     | 155   | 13       | .259  | .379     | .521     | .900  |
| 2020      | MIN       | 28    | 102   | 81    | 14    | 18    | 2        | 0        | 6        | 38    | 11    | 0     | 0        | 0     | 1     | 18    | 1     | 2     | 24    | 4        | .222  | .373     | .469     | .842  |
| 2021      | MIN       | 135   | 543   | 457   | 73    | 113   | 26       | 0        | 26       | 217   | 72    | 0     | 0        | 0     | 8     | 74    | 2     | 4     | 114   | 22       | .247  | .352     | .475     | .827  |
| 2022      | NYY       | 132   | 546   | 478   | 59    | 106   | 28       | 0        | 15       | 179   | 62    | 2     | 2        | 0     | 6     | 54    | 1     | 8     | 148   | 13       | .222  | .308     | .374     | .682  |
| 2023      | NYY       | 33    | 120   | 106   | 13    | 15    | 1        | 0        | 10       | 46    | 15    | 0     | 0        | 0     | 2     | 12    | 0     | 0     | 32    | 2        | .142  | .225     | .434     | .659  |
| 2023      | MIL       | 17    | 69    | 59    | 5     | 10    | 4        | 0        | 3        | 23    | 11    | 0     | 0        | 0     | 0     | 10    | 0     | 0     | 18    | 4        | .169  | .290     | .390     | .680  |
| '23計     | MIL       | 50    | 189   | 165   | 18    | 25    | 5        | 0        | 13       | 69    | 26    | 0     | 0        | 0     | 2     | 22    | 0     | 0     | 50    | 6        | .152  | .249     | .418     | .667  |
| MLB：13年 | MLB：13年 | 1383  | 5856  | 5022  | 816   | 1310  | 287      | 12       | 279      | 2458  | 816   | 40    | 10       | 5     | 46    | 725   | 22    | 58    | 1221  | 135      | .261  | .358     | .489     | .847  |

### 年度別投手成績
| 年 度    | 球 団    | 登 板 | 先 発 | 完 投 | 完 封 | 無 四 球 | 勝 利 | 敗 戦 | セ 丨 ブ | ホ 丨 ル ド | 勝 率 | 打 者 | 投 球 回 | 被 安 打 | 被 本 塁 打 | 与 四 球 | 敬 遠 | 与 死 球 | 奪 三 振 | 暴 投 | ボ 丨 ク | 失 点 | 自 責 点 | 防 御 率 | W H I P |
| -------- | -------- | ----- | ----- | ----- | ----- | -------- | ----- | ----- | -------- | ----------- | ----- | ----- | -------- | -------- | ----------- | -------- | ----- | -------- | -------- | ----- | -------- | ----- | -------- | -------- | ------- |
| 2023     | NYY      | 1     | 0     | 0     | 0     | 0        | 0     | 0     | 0        | 0           | ----  | 3     | 1.0      | 0        | 0           | 0        | 0     | 0        | 0        | 0     | 0        | 0     | 0        | 0.00     | 0.00    |
| MLB：1年 | MLB：1年 | 1     | 0     | 0     | 0     | 0        | 0     | 0     | 0        | 0           | ----  | 3     | 1.0      | 0        | 0           | 0        | 0     | 0        | 0        | 0     | 0        | 0     | 0        | 0.00     | 0.00    |

### 年度別守備成績
投手守備
| 年 度 | 球 団 | 投手（P） | 投手（P） | 投手（P） | 投手（P） | 投手（P） | 投手（P） |
| 年 度 | 球 団 | 試 合     | 刺 殺     | 補 殺     | 失 策     | 併 殺     | 守 備 率  |
| ----- | ----- | --------- | --------- | --------- | --------- | --------- | --------- |
| 2023  | NYY   | 1         | 0         | 0         | 0         | 0         | ----      |
| MLB   | MLB   | 1         | 0         | 0         | 0         | 0         | ----      |

捕手守備
| 年 度 | 球 団 | 捕手（C） | 捕手（C） | 捕手（C） | 捕手（C） | 捕手（C） | 捕手（C） | 捕手（C） | 捕手（C） | 捕手（C） | 捕手（C） | 捕手（C） |
| 年 度 | 球 団 | 試 合     | 刺 殺     | 補 殺     | 失 策     | 併 殺     | 守 備 率  | 捕 逸     | 企 図 数  | 許 盗 塁  | 盗 塁 刺  | 阻 止 率  |
| ----- | ----- | --------- | --------- | --------- | --------- | --------- | --------- | --------- | --------- | --------- | --------- | --------- |
| 2010  | OAK   | 7         | 44        | 3         | 1         | 0         | .979      | 1         | 6         | 4         | 2         | .333      |
| 2012  | OAK   | 3         | 20        | 2         | 1         | 0         | .957      | 0         | 6         | 4         | 2         | .333      |
| MLB   | MLB   | 10        | 64        | 5         | 2         | 0         | .972      | 1         | 12        | 8         | 4         | .333      |

内野守備
| 年 度 | 球 団 | 一塁（1B） | 一塁（1B） | 一塁（1B） | 一塁（1B） | 一塁（1B） | 一塁（1B） | 三塁（3B） | 三塁（3B） | 三塁（3B） | 三塁（3B） | 三塁（3B） | 三塁（3B） | 遊撃（SS） | 遊撃（SS） | 遊撃（SS） | 遊撃（SS） | 遊撃（SS） | 遊撃（SS） |
| 年 度 | 球 団 | 試 合      | 刺 殺      | 補 殺      | 失 策      | 併 殺      | 守 備 率   | 試 合      | 刺 殺      | 補 殺      | 失 策      | 併 殺      | 守 備 率   | 試 合      | 刺 殺      | 補 殺      | 失 策      | 併 殺      | 守 備 率   |
| ----- | ----- | ---------- | ---------- | ---------- | ---------- | ---------- | ---------- | ---------- | ---------- | ---------- | ---------- | ---------- | ---------- | ---------- | ---------- | ---------- | ---------- | ---------- | ---------- |
| 2010  | OAK   | 2          | 2          | 0          | 1          | 1          | .667       | -          | -          | -          | -          | -          | -          | -          | -          | -          | -          | -          | -          |
| 2012  | OAK   | 1          | 3          | 1          | 0          | 0          | 1.000      | 71         | 53         | 152        | 12         | 14         | .945       | -          | -          | -          | -          | -          | -          |
| 2013  | OAK   | 1          | 0          | 0          | 0          | 0          | ----       | 155        | 143        | 255        | 16         | 22         | .961       | 1          | 0          | 1          | 0          | 0          | 1.000      |
| 2014  | OAK   | -          | -          | -          | -          | -          | -          | 150        | 131        | 328        | 23         | 43         | .952       | -          | -          | -          | -          | -          | -          |
| 2015  | TOR   | -          | -          | -          | -          | -          | -          | 150        | 137        | 287        | 18         | 32         | .959       | -          | -          | -          | -          | -          | -          |
| 2016  | TOR   | -          | -          | -          | -          | -          | -          | 136        | 110        | 237        | 14         | 27         | .961       | -          | -          | -          | -          | -          | -          |
| 2017  | TOR   | -          | -          | -          | -          | -          | -          | 105        | 64         | 195        | 14         | 13         | .949       | 4          | 4          | 2          | 0          | 0          | 1.000      |
| 2018  | TOR   | 1          | 6          | 1          | 1          | 2          | .875       | 26         | 16         | 49         | 2          | 7          | .970       | -          | -          | -          | -          | -          | -          |
| 2018  | CLE   | -          | -          | -          | -          | -          | -          | 12         | 3          | 12         | 2          | 0          | .882       | -          | -          | -          | -          | -          | -          |
| '18計 | CLE   | 1          | 6          | 1          | 1          | 2          | .875       | 38         | 19         | 61         | 4          | 7          | .952       | -          | -          | -          | -          | -          | -          |
| 2019  | ATL   | -          | -          | -          | -          | -          | -          | 148        | 100        | 304        | 13         | 38         | .969       | -          | -          | -          | -          | -          | -          |
| 2020  | MIN   | -          | -          | -          | -          | -          | -          | 26         | 17         | 37         | 0          | 4          | 1.000      | -          | -          | -          | -          | -          | -          |
| 2021  | MIN   | -          | -          | -          | -          | -          | -          | 92         | 71         | 187        | 13         | 19         | .952       | -          | -          | -          | -          | -          | -          |
| 2022  | NYY   | -          | -          | -          | -          | -          | -          | 104        | 78         | 220        | 12         | 17         | .961       | -          | -          | -          | -          | -          | -          |
| 2023  | NYY   | -          | -          | -          | -          | -          | -          | 23         | 18         | 42         | 1          | 5          | .984       | -          | -          | -          | -          | -          | -          |
| 2023  | MIL   | -          | -          | -          | -          | -          | -          | 15         | 8          | 31         | 1          | 4          | .975       | -          | -          | -          | -          | -          | -          |
| '23計 | MIL   | -          | -          | -          | -          | -          | -          | 38         | 26         | 73         | 2          | 9          | .980       | -          | -          | -          | -          | -          | -          |
| MLB   | MLB   | 5          | 11         | 2          | 2          | 3          | .867       | 1213       | 949        | 2336       | 141        | 245        | .959       | 5          | 4          | 3          | 0          | 0          | 1.000      |

- 各年度の太字はリーグ最高

### タイトル
- 打点王：1回（2015年）

### 表彰
- シーズンMVP：1回（2015年）
- シルバースラッガー賞（三塁手部門）：2回（2015年、2016年）
- フィールディング・バイブル・アワード：1回（2014年）
- カムバック賞：1回（2019年）
- プレイヤー・オブ・ザ・マンス：1回（2013年9月）

### 記録
- MLBオールスターゲーム選出：3回（2014年 - 2016年）

### 背番号
- 29（2010年）
- 20（2012年 - 2018年8月30日、2019年）
- 27（2018年9月11日 - 同年終了）
- 24（2020年 - 2021年）
- 28（2022年 - 2023年途中）
- 3（2023年途中 - 同年終了）